# Robert Cornilleau
Robert Cornilleau, né le 3 juillet 1888 au Mans et mort le 13 mars 1942 à Orléansville (Algérie), est un journaliste catholique, un médecin, et un homme politique français, doctrinaire et animateur du Parti démocrate populaire durant l'entre-deux-guerres. 

## Biographie
Robert Cornilleau est issu d'une famille de médecins du canton de Sillé-le-Guillaume, dans la Sarthe; son père, Albert, et son grand-père exerçaient cette profession. 
Il a été dans sa jeunesse membre du Sillon de Marc Sangnier, qu'il a admiré sans l'idolâtrer. Après avoir contribué à la naissance en 1903 de La Gerbe du Maine, l'organe du Sillon de la Sarthe, il collabore à L'Express de la Sarthe à partir de 1904, et est engagé par le quotidien L'Ouest-Éclair comme reporter et correspondant. Il sera par la suite un « collaborateur intermittent » de ce quotidien démocrate-chrétien de l'Ouest de la France, qui financera en partie son engagement politique dans la presse au temps du PDP. 
Il rejoint dans la seconde moitié des années 1900 la région parisienne où il est le délégué général d'un groupement catholique social, l'Espérance. Il collabore à des journaux dirigés par des clercs démocrates-chrétiens (La Vie catholique de l'abbé Dabry, La Justice sociale de l'abbé Paul Naudet), est rédacteur en chef à 21 ans du Semeur de Seine-et-Oise, en 1910-1911, tout en commençant des études de médecine. Il contribue ensuite à la naissance d'un périodique, Le Petit démocrate de Saint-Denis, dont le premier numéro paraît en décembre 1912. Ce journal va être le noyau de la future Fédération des républicains-démocrates de la Seine.
Durant la Première Guerre mondiale, il est l'un des envoyés spéciaux du journal La Liberté puis il est affecté à la censure de la presse à Dunkerque, à Boulogne ensuite, et à Paris enfin, en janvier 1918, sur la recommandation d'Ernest Pezet. Il collabore alors avec ce dernier et Jean Raymond-Laurent à l'hebdomadaire L'Âme française. 
Il participe aux négociations qui permettent d'intégrer la Fédération des républicains démocrates dans le Bloc national en 1919. Aux élections législatives de 1919 et 1924, il figure sur une liste d'union des républicains, aux côtés d'autres dirigeants de la Fédération (Georges Thibout, son président, et Alfred Bour) mais il n'est pas élu député. Il est l'un des vice-présidents de la Fédération des républicains démocrates de la Seine.
Il est l'un des fondateurs en 1924 du Parti démocrate populaire (PDP), à l'instar des personnalités qu'il côtoie depuis l'avant-guerre. De 1924 à 1928, il est le secrétaire politique du groupe parlementaire de ce parti démocrate-chrétien. L'hebdomadaire Le Petit démocrate, dont il est le directeur et le principal éditorialiste, devient l'organe du PDP, mais les articles de Cornilleau expriment d'abord ses vues personnelles. C'est aussi un conférencier, qui porte le message de son parti en province. Il a été plusieurs fois candidat malheureux à des élections législatives au scrutin uninominal, à Asnières en 1928, puis à Alençon (Orne) en 1932 et 1936, contre le sortant Adrien Dariac. 
Ce catholique républicain est perçu et présenté comme un « rouge-chrétien » par ses adversaires royalistes de l'Action française. C'est qu'il combat l'influence de l'AF dans le monde catholique, avant la condamnation pontificale de 1926. 
Quelques-unes de ses formules ont eu un relatif écho à l'époque, comme « l'éternel ferment révolutionnaire de l'Evangile » dans une de ses Lettres à un jeune, que l'Action française utilisera pour le dénigrer. Ou bien sa proposition d'une éventuelle et future collaboration limitée avec la gauche socialiste, qu'il développe dans Pourquoi pas ?. Une Proposition qui est cependant rejetée même au sein du PDP. 
La démocratie populaire est selon lui « un grand mouvement d'idées qui continue la tradition chrétienne et française, et doit absorber un jour les éléments populaires et sains du socialisme, pour les réconcilier et les fondre avec les éléments raisonnables du conservatisme et du traditionalisme, dans une synthèse d'unité française ». Dans les années 1930, il collabore au quotidien démocrate chrétien L'Aube, de Francisque Gay.
C'est aussi un essayiste et un romancier, qui enseigne au Collège libre des sciences sociales à partir de 1920. Il est également docteur en médecine depuis le début des années 1930 ; sa thèse, publiée en 1934, porte sur l'écrivain Jules Barbey d'Aurevilly et la médecine. À Paris, il est médecin de dispensaire et n'a qu'une clientèle privée restreinte. Il est ensuite médecin de campagne en 1939-1940 à Saint-Ideuc ((Ille-et-Vilaine), où il possède une maison de vacances. 
Après l'armistice de juin 1940, il s'installe en Algérie, qui est alors un territoire français. Il est médecin de colonisation intérimaire à Francis-Garnier (Alger) et meurt à Orléansville où il s'est rendu pour soigner des malades ; il a contracté le typhus à leur chevet. Il est cité à l'ordre de la Nation pour son dévouement et reçoit à titre posthume la croix de chevalier de la Légion d'honneur.

## Publications
- La Ruée sur Paris en 1914, Paris, J. Tallandier, 1915, 274 p.
- Balzac, écrivain social, Paris, Spes, 1925, 222 p.
- De Waldeck-Rousseau à Poincaré : chronique d'une génération (1898-1924), Paris, Spes, 1926, 353 p.
- Le Ralliement a-l-il échoué ? Etude d'histoire contemporaine, Paris, Spes, 1927, 62 p.
- Vers plus de justice sociale... mais par quelle route ?, Paris, Spes, 1928, 31 p.
- Jacques Hardanges (pseudonyme[21]), Le Champ de ronces, roman de mœurs politiques, Paris, libr. Valois/Nouvelle Librairie nationale, 1928, 259 p.
- Films d'histoire. Silhouettes et Paysages, Paris, Spes, 1929, 231 p.
- Lettres à un jeune sur la Démocratie populaire, Paris, éditions du Petit Démocrate, 1929, 79 p.
- Pourquoi pas ? Une politique réaliste, Paris, librairie Valois, 1929, 192 p.
- Pourquoi les démocrates populaires ont formé un parti nouveau, Paris, éditions du Petit Démocrate, 1930, 47 p.
- La Navire sans capitaine. Étude psychologique, Paris, Bloud et Gay, 1932, 147 p. (roman)
- Barbey d'Aurevilly et la médecine, Paris, éditions Spes, 1934, 144 p.
- L'abbé Naudet, Paris, Bloud et Gay, 1935, 159 p.
- Du Bloc National au Front Populaire : I, 1919-1924, Paris, Spes, 1938, 262 p.
- Jean Courtarvel (pseudonyme[22]), Le Vicaire de Gennevilliers, roman, Paris, F. Sorlot, 1938, 224 p.
- Ibid., Et la Russie ?, Paris, F. Sorlot, 1939, 96 p.